# Златка Керемедчиева
Златка Керемедчиева е българска актриса, кастинг-режисьор и продуцент.

## Биография
Родена е на 19 януари 1981 г. в град Елхово. Завършва Техникум по фина механика и оптика „Ломоносов“ и после актьорско майсторство за драматичен театър в класа на проф. Елена Баева. Работи като актриса в ДТ „Гео Милев“ – Стара Загора (2002 – 2010) и като председател на Съюза на артистите в ДТ „Гео Милев“ – Стара Загора (2007 – 2010). През 2018 г. завършва и докторантура по „кино актьорско майсторство“ в НБУ.
Създател и управител е на NEW ACTORS STUDIO, чиято мисия е да развива и подпомага младите кино дейци.
Носител е на две награди за най-добра актриса на фестивала за късометражно кино „LОVE IS EVERYTHING vs. ПЕТЪК 13-и“ – 2009 г. с филма „13/14“ – реж. Любомир Брестнишки и на фестивала в UFO – Долна Малина – 2018 г. с филма „Чистачът“ – реж. Ники Станчев и Стоян Анов.